# أسطورة الجنرال العائد
أسطورة الجنرال العائد هو العدد 25 من سلسة ما وراء الطبيعة والمكمل للعدد 24 والمُسمي أسطورة إيجور

## ملخص الرواية
في هذا العدد نستكمل قصة إيجور، حيث ذهب إلى طبيب نفسي ليعرف سبب نوبات الصرع التي تأتى له في معظم الأوقات، ينصحه الطبيب النفسى بزيارة د.إدوارد مالكولم وهو متخصص في علم ما وراء النفس.
بعدها يذهب إيجور إلى د.إدوارد مالكولم ويعرض عليه الدكتور ان يحضر الجلسات لكي يتمكن من التحكم في هذه القدرة، يذهب إيجور لجلسته الأولى ويتعرف إلى بعض ممن يمتلك مثل موهبته، بعدها يتم الاستعانة به من قبل الحكومة الأمريكية ليساعدهم على التجسس على الروس.

## شخصيات القصة المهمة
- إيجور تاركوفسكى (بطل الرواية) هو بولندى الاصلى ويعيش في أمريكا، ويمتلك قدرة على اختراق الأذهان (إدراك خارج الحواس)
- سيدلتز جابلر (عدو بطل الرواية) هو جنرال نازى دمر مدينة (وارسو) وقتل عائلة بطل الرواية وهو صغير.
- د.إدوارد مالكولم متخصص في علم ما وراء النفس، يعمل في جامعة أمريكية ويساعد إيجور على التحكم في قدراته.